# 巴拿马运河

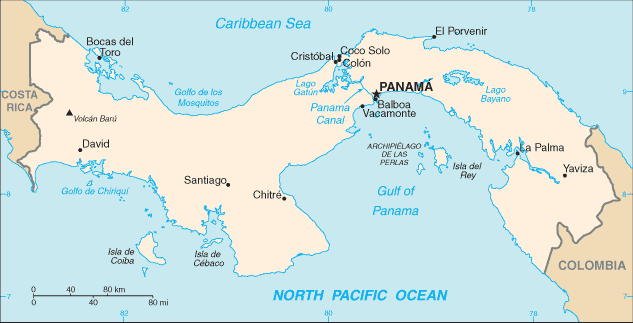
巴拿马位于太平洋（南）和加勒比海（北）之间，巴拿马运河位于该国地理中心偏北的位置。

巴拿马运河（西班牙語：Canal de Panamá）是一条位于拉美國家巴拿马的人工水道，全长82（51英里），连接大西洋的加勒比海与太平洋。巴拿马运河横贯巴拿馬地峽最狭窄的地方，是大西洋与太平洋之间的重要海上贸易通道。运河两端设有船闸，可将船只提升至海拔26（85英尺）的加通湖，再通过另一端的船闸降至海平面。船只每次通过运河平均需要消耗约200 ML（52,000,000 US gal）的淡水。该运河在干旱时期面临水位下降的威胁。
巴拿马运河作为一条航运捷径，其大大缩短了船只在大西洋与太平洋之间的航行时间，使船只无需绕行南美洲最南端的德雷克海峡、麦哲伦海峡或比格尔海峡等漫长且危险的地带就可以跨洋通行。它是有史以来规模最大、工程难度最高的项目之一。自1914年8月15日通航以来，巴拿马运河成功缩短了海上运输的时间和距离，为两大洋之间提供了一条更短且成本较低的航线，极大促进了全球海上贸易的发展，深刻影响了国际贸易格局，推动了发达国家和发展中国家的经济增长，并为全球许多偏远地区的经济扩张提供了重要动力。
在运河建设期间，哥伦比亚、法国和美国先后控制了运河周边地区。法国于1881年开始修建运河，但在建设工程中因遭遇工程难题和高工人死亡率两大问题导致投资者信心不足，于1889年被迫停工。美国于1904年接手该项目，并于1914年正式开放通航。此后，美国继续控制运河及其周边的巴拿马运河区，直到1977年《托里霍斯-卡特条约》签订之后改为由美国和巴拿马共同管理。经过了一段时间的联合管理，巴拿马运河的主权于1999年正式移交给巴拿马。目前，该运河由巴拿马政府旗下的巴拿马运河管理局负责运营和管理。
巴拿马运河最初的船闸宽33.5（110英尺），可供巴拿马型的船舶通行。该运河第三条更宽的船闸于2007年9月开工建设，并于2016年5月完工，同年6月26日开始商业运营。这一新建的船闸可容纳更大型的新巴拿型船舶通行。
巴拿马运河的通航量从1914年开放时的约1,000艘船舶增加到2008年的14,702艘，总通行吨位达到3.337亿容积吨。直至2012年，已有超过81.5万艘船舶通过该运河。美国土木工程学会曾于1994年将巴拿马运河评为“世界七大工程奇迹”之一。

## 概述
運河在太平洋一側有兩座船閘，在大西洋一側有一座船閘。在大西洋一側的船閘有三層，高達21米，每扇有745噸重，但平衡相當好，只要30千瓦功率的電機即可驅動開合。船室長305米，寬33.5米，船隻在船閘中被提升26米，進入人工築壩攔截查格里河形成的嘎頓湖，通過運河再經過一座單層船閘降到海拔16.5米，進入米拉弗洛湖，最後經過一座雙層船閘降到海平面高度進入太平洋。每座船閘都是成對的，所以可以雙行，船隻在船閘中由軌道牽引機牽引行動。太平洋海面比大西洋海面高24厘米，並且潮汐較高。嘎頓湖中有幾個小島，是野生動物保護區。
1881年，法国人开始建造巴拿马运河，但很快由于工程技术问题和劳工的高死亡率而停工。美国于1904年接手这一工程，并于1914年8月15日建成。作为人类有史以来最大的工程项目之一，巴拿马运河极大地缩短了船隻来往于大西洋和太平洋之间的时间，使船隻能够避开遥远而危险的合恩角附近的麦哲伦海峡和德雷克海峡。
在运河的建造过程中，哥伦比亚、法国和美国先后控制了运河周边的区域。美国之后一直控制着运河和其周边的巴拿马运河区，並維持多個軍事基地，直到1977年签署《巴拿马运河条约》後，美国才着手将控制权移交给巴拿马。美国和巴拿马共同管理運河一段时期后，最終在1999年美軍撤出，將运河完全移交给巴拿马政府，并由其所属的巴拿马运河管理局管理至今。
每年通过巴拿马运河的船隻数量从1914年的约1,000艘，增长到了2008年的14,702艘，总装载重量约为3.337亿吨。直到2012年，至少815,000艘船隻曾通过巴拿马运河。船隻通过运河需要花费11小时。

## 歷史

### 早期的巴拿马运河建造计划

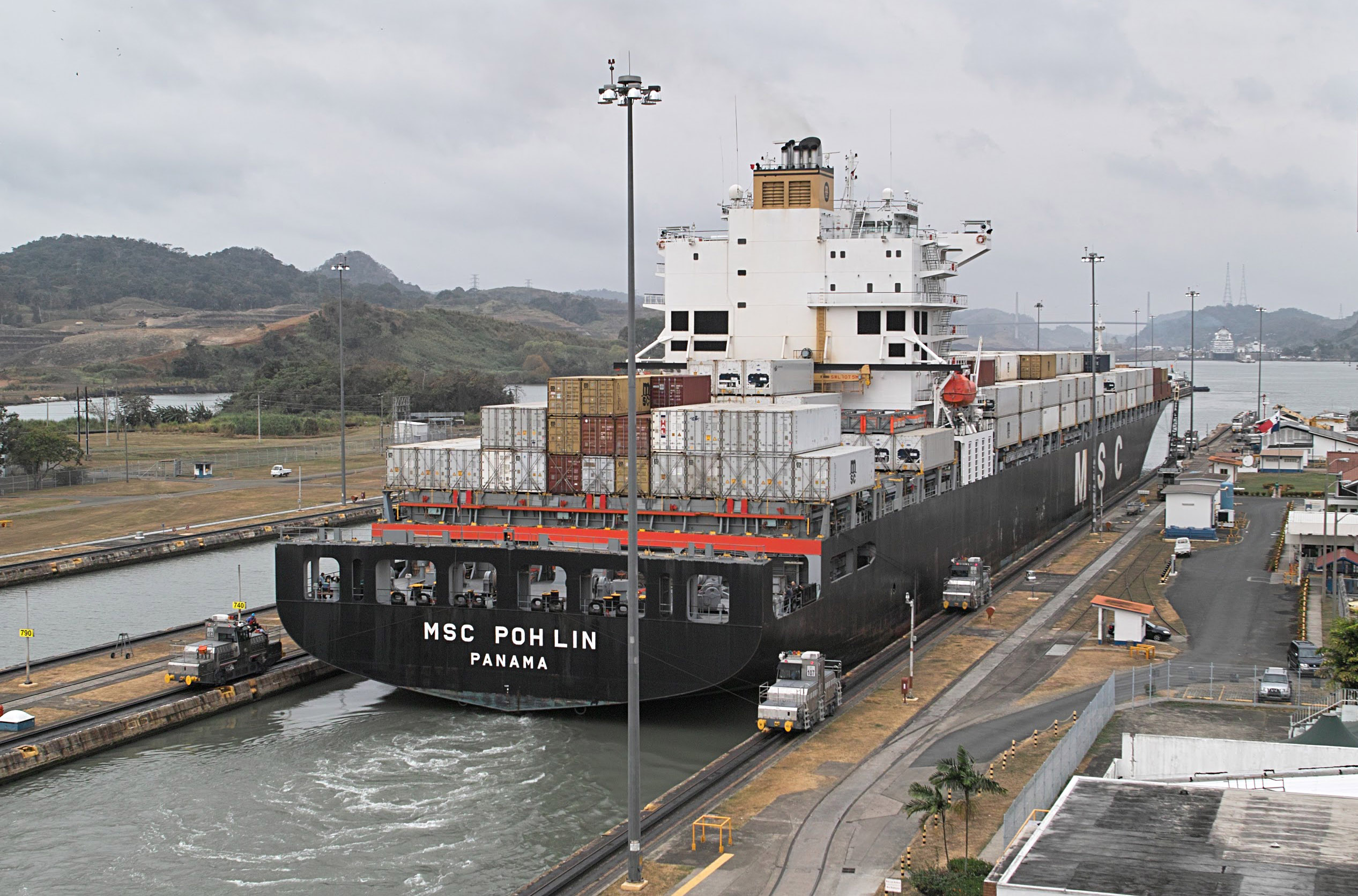
2013年3月，巴拿马型MSC Poh Lin 号船离开米拉弗洛雷斯船闸

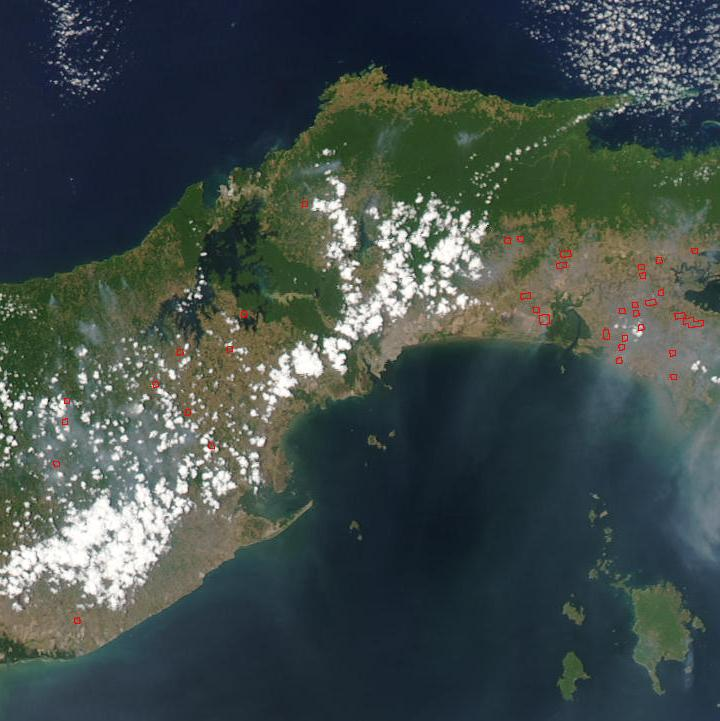
显示巴拿马运河位置的卫星图像：浓密的丛林在绿色中可见，上空有云层。

開鑿中美洲地峽運河的最早构想可追溯到1534年，神聖羅馬帝國皇帝兼西班牙國王查理五世(卡洛斯一世)下令勘察出穿过美洲的通道，以減少船舶往來于西班牙和秘鲁的路程。
1668年，英国物理学家和哲学家托马斯·布朗爵士在他的百科全书式的著作 Pseudodoxia Epidemica 中写到：“（世界上）有一些地峡被大海所侵蚀，另一些则被人力所开凿：而如果政策允许，美洲的巴拿马卡洛斯是最值得尝试的选择：它仅仅有数英里长，但却能提供一条通向东印度群岛和中国的捷径。”
由于巴拿马重要的战略位置，以及從中衍生的巨大贸易潜力，各方势力一直尝试在这裡进行其他形式的贸易活动。1698年，苏格兰王国在这里执行了达里恩计划，希望建立连接大西洋和太平洋的贸易路线；但計劃因自然条件较差而失敗，苏格兰最終亦在1700年放弃該殖民地。
1788年，為了让跨洋船隻避开南美洲南端，以及考慮到热带洋流的侵蚀会使新開的運河自然加宽，托马斯·杰斐逊建议西班牙建造巴拿马运河。在1788年至1793年的远征中，亚历山德罗·马拉斯皮纳起草了一份建设巴拿马运河的计划。
另一次尝试发生在19世紀。1843年8月24日的《纽约论坛报》報道伦敦霸菱银行和新格拉纳达共和国签订了建设跨越达里恩地峡（巴拿马地峡）的合同，双方将建成“大西洋和太平洋运河”；整項工程由英国执行，计划在五年内建成，但从未被执行。與此同时，人们还提出了其他的主意，包括穿越墨西哥特万特佩克地峡的运河（及铁路），但这一计划同样从未被执行。
1846年，美国和新格拉纳达签署了《马利亚里诺-比德莱克条约》，確保美国通过巴拿马地峡以及对當地进行军事干预的权利。在1849年發現加利福尼亚金矿後，人们对在大西洋和太平洋间穿行產生了极大兴趣。1855年，美国建成了巴拿马铁路，这項穿越大陆的工程成为了西半球极为重要的一项基础设施，极大促进了附近地区的贸易，也對日後运河的走向影響深遠。
直到此时，连接两大洋的水路仍被視為不切实际的幻想。1855年，生于马恩岛的工程师威廉·肯尼什勘查了巴拿马地峡，并撰写了一份关于巴拿马运河建设计划的报告。他的报告被以The Practicality and Importance of a Ship Canal to Connect the Atlantic and Pacific Oceans 为题出版。
1877年，法国海军军官阿曼德·雷克吕斯和工程师吕西安·波拿巴-威斯勘查了巴拿马地峡并出版了法语的运河建设计划书。法国人在建设苏伊士运河上取得的成功也鼓舞了他们提出跨越巴拿马地峡的规划。

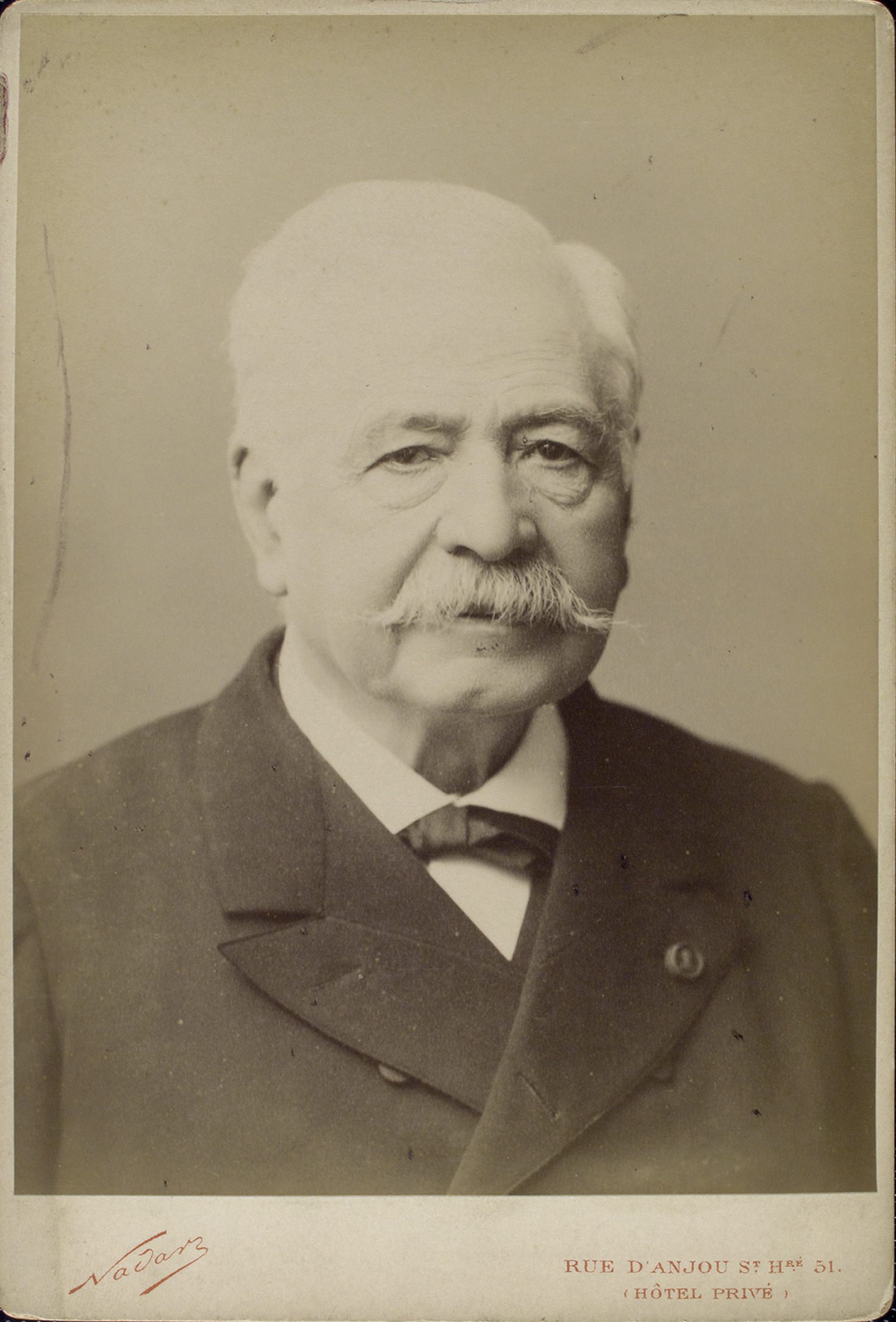
斐迪南·德·雷塞布

### 法國人的建造尝试，1881-1894年
1879年，建造蘇伊士運河的負責人，74歲的法國人斐迪南·德·雷賽布組織了巴拿馬洋際運河環球公司。1881年1月1日，巴拿馬運河动工，雷賽布設計了8套開鑿運河的方案，預算為6.58億法郎。
然而，雷賽布過分低估了工程的難度，更忽略了氣候、地形的差異對於開鑿運河的影響。尽管巴拿马运河的长度最终仅為苏伊士运河的40%，建造前者工程上的挑战却比後者更大。巴拿馬地區屬於熱帶叢林氣候，天氣潮濕悶熱，暴雨、洪水多發，不利工程進行；另外地形亦更複雜，開鑿運河所挖出的土石體積高達2億5千9百萬立方米，遠超蘇伊士運河工程的總量。
雷賽布原本计划按苏伊士运河的經驗，建造與海平面等高的運河，但他仅在每年四个月的旱季內造访过巴拿马地区几次。整个工程团队对雨季没有做任何准备，就遇上运河起点处的查格雷斯河水位暴涨；同時，工地密林中遍佈毒蛇、昆虫和蜘蛛。當地肆虐的黄热病、疟疾以及其他热带疾病共夺去了数千名工人的生命。單在1884年以前，每个月就有超过200名工人死亡。由于当时人們並未了解蚊子是传染病媒，公司採取的公共卫生措施成效甚微。儘管当地的恶劣情况在法国国内被轻描淡写，以免难以招募工人，但极高的工人死亡率，仍使公司極難維持具经验的劳动力。
开凿库雷布拉山的工程需要不断拓宽，同时需要减小坡度以防止滑坡。工程主要使用由贝城工业公司生产的蒸汽挖土机，而只有限地使用其他机电设备，但钢结构设备在潮湿的环境下迅速锈蚀。

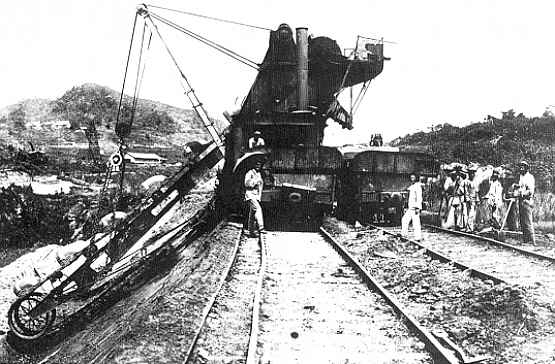
1886年，工作中的挖掘机

在法国，儘管雷賽布在工程無法達到預期目标后，仍長期維持投資和提供工人，但项目最終耗盡了资金，並於1889年2月4日宣告破產。据报此时项目已经花费了2.87亿美元，共80万名投资者的积蓄化為烏有，还因為疾病和工程意外损失了22,000名人員的性命。工程于1889年5月15日中断，接著巴拿马丑闻曝光，政府起訴大批被指須為此事負責的人，當中包括古斯塔夫·埃菲尔。雷賽布和儿子查尔斯被控挪用公款罪名成立，获刑五年；但判決後來被推翻，时年88岁的雷賽布也没有入狱。

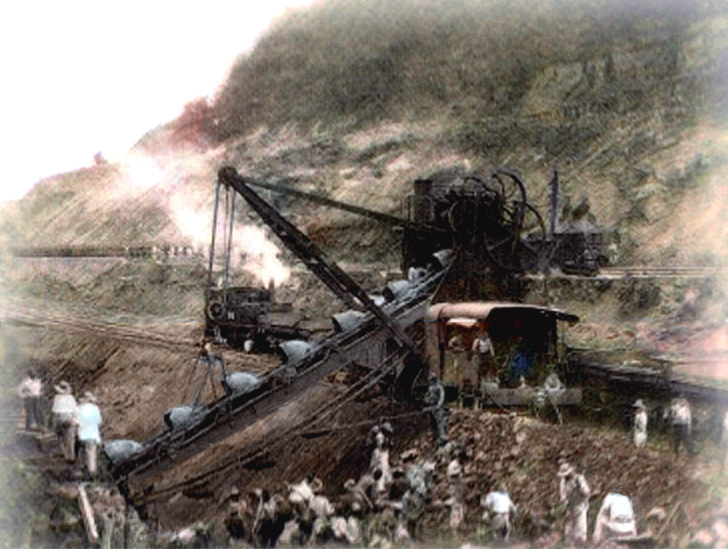
1896年，开凿库雷布拉山

1894年，另一家法国公司成立，旨在接手巴拿马运河的建设工作。公司雇佣了至少數千工人，主要用作运营巴拿马铁路，并维护既有的挖掘成果和设备以便隨時出售；另外，公司标价1.09亿美元，四处寻找下家接手项目，同时继续保有开发特权，还成功使雷賽布認同：建造包括湖泊和船闸的運河，要比堅持海平面等高的方案更務实。

### 美國获得建造权

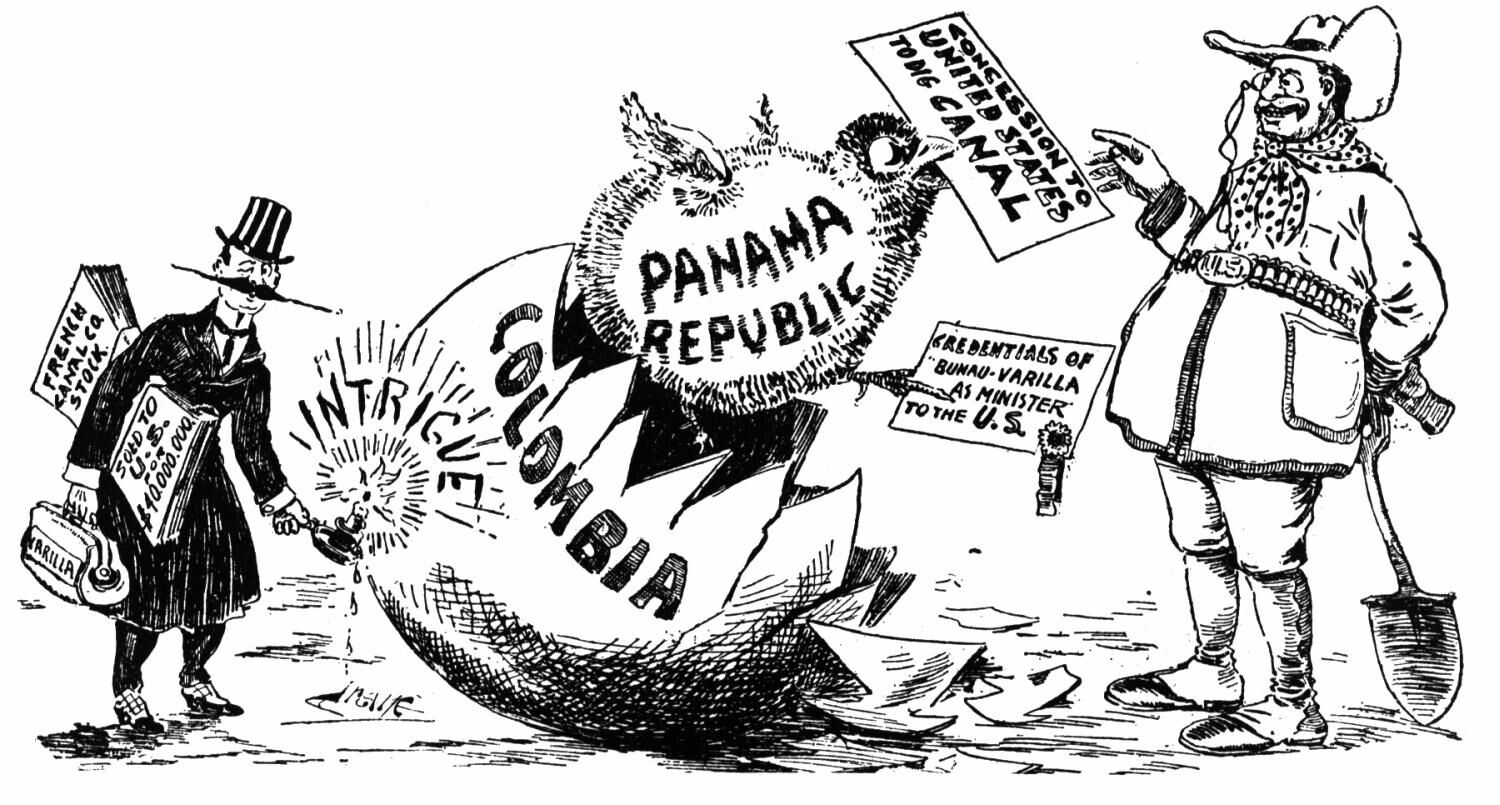
1903年的漫画展示了美国意图通过支持巴拿马独立对巴拿马地区施加影响

在这一时期，美国国会參議院和時任總統西奧多·羅斯福認為巴拿马運河對美國的軍事和經濟意義重大，尽管同时一部分人更支持在尼加拉瓜建造运河，还有一部分人建议购买法国在巴拿马的利益，但美国还是決定接手這個項目。新巴拿马运河公司的法国经理费利佩-让·比诺·瓦里拉正在寻求美国的介入，他为工程开价1亿美元，但由于面临着尼加拉瓜运河项目的竞争，他最终接受了四千万美元的价格。1902年6月，美国国会参议院投票通过了购买巴拿马运河项目的提案。
1903年1月22日，美国国务卿海约翰和当时统治巴拿马地区的哥倫比亞代办托马斯·艾兰签署了《海-艾蘭條約》，美国以一千万美元外加额外的分期付款的价格，获得了可永续更新的巴拿马运河沿线地区租借权。1903年3月14日，美国参议院批准了条约，但哥倫比亞参议院不批准此條約。於是比诺·瓦里拉告诉西奥多·罗斯福和海约翰，一批巴拿马反叛者正在谋划从哥伦比亚独立，希望美国能以军事力量和资金支持这批反叛者。羅斯福改变了策略，基于1846年的《马利亚里诺-比德莱克条约》，派人接觸爭取脫離哥伦比亚獨立的巴拿马反政府武装，答應幫助他們取得獨立。
1903年11月2日，美国军舰封锁了哥伦比亚军队可能前往镇压巴拿马暴动的航线。11月3日巴拿馬宣佈獨立並很快獲美國承认。11月6日，比诺·瓦里拉作为巴拿马驻美国大使在《美巴条约》上签字，给予美国建设巴拿马运河和无限期管辖巴拿马运河区和其防御设施的权利。然而，许多巴拿马人視这一条约为对新生国家主权的侵犯並予以责难。
西奥多·罗斯福总统的名言“我带来了（巴拿马）地峡，启动了运河工程，还让国会不要为运河争论，而应为我争论。”一些美国党派将巴拿马运河事件视为与哥伦比亚的战争：《纽约时报》将美国给予比诺·瓦里拉的支持称为“卑鄙的征服行为”；《纽约晚邮》报则称其为“一次唯利是图的投机”。这一事件常被视为是美国在拉丁美洲實施巨棒外交的典型例子，也是对罗斯福引用的古老非洲格言“講話輕聲細語但拿著一根巨棒，你能走得更遠（Speak softly and carry a big stick, you will go far）”的最佳阐释。自1903年独立到1939年，巴拿马一直是美国的保护国。
1904年，美国付費四千万美元购买了法国的设备，以及巴拿马铁路等既有工程进度。其中三千万美元用于已完成的一部分工程，折合大约每立方码1美元；1,000万美元付予巴拿马，此后美國每年再向巴拿馬支付25万美元。
1921年，哥伦比亚和美国签署了汤姆森·乌鲁蒂亚条约，美国以分期方式支付哥伦比亚共2,500万美元，加上把巴拿马运河区的一定特权给予哥伦比亚，换取哥國承认巴拿马独立。

### 美国的建造过程，1904-1914年

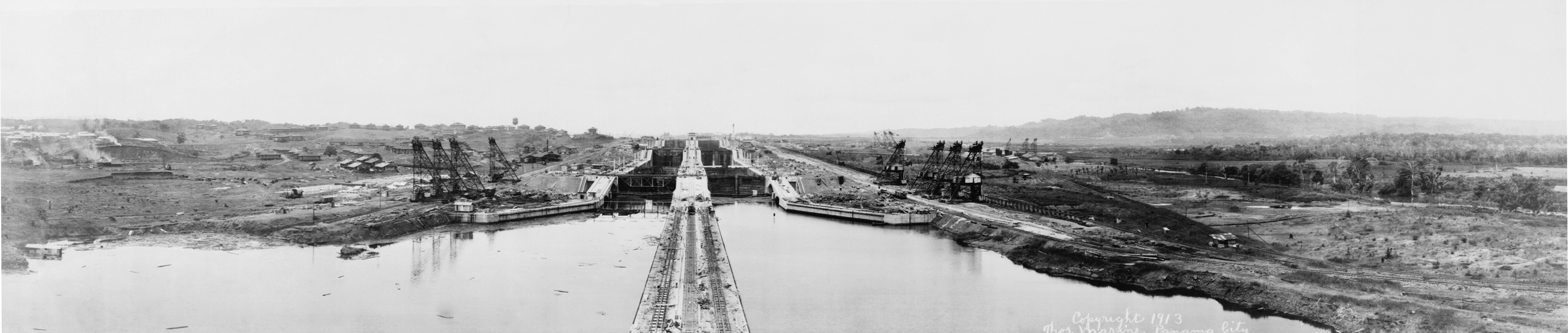
1913年，建造巴拿马运河船闸

美国于1904年5月4日正式掌控运河工程資產，继承了法国人留下的残余劳动力和一堆近乎废弃的工地建筑、基础设施和工程设备。美國政府成立了地峽運河委員會（the Isthmian Canal Commission，ICC），以控制巴拿马运河区和监督工程进展。委员会直接向战争部长威廉·霍华德·塔夫特报告，以免一直困擾法国公司的低效率和腐败问题重現。

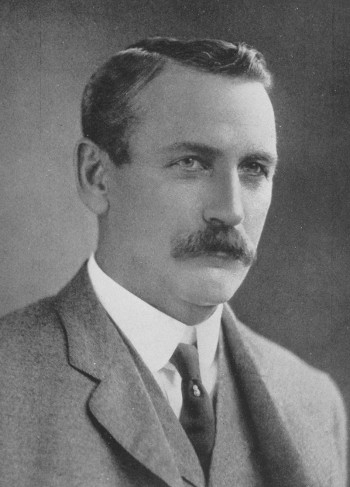
约翰·弗兰克·史蒂文斯

1904年5月6日，西奥多·罗斯福总统任命伊利诺伊中央铁路前总工程师和总经理约翰·芬德利·华莱士为巴拿马运河项目总工程师。由于饱受巴拿马的传染病困扰，加上被迫使用法国人的殘舊基建和设备，以及受到極度官僚的地峡运河委员会掣肘，华莱士于1905年6月突然辞职，由自學成才並曾建造大北方铁路的约翰·弗兰克·史蒂文斯接任。史蒂文斯不是地峡运河委员会的成员，並越發認為这个官僚机构阻礙工作，于是绕过委员会直接向華府的總統行政团队报告。
史蒂文斯在巴拿马运河工程上的成就之一是建设了数千名工人急需的住房、供水系统、修理店、仓库和其他基础设施。他从美国和其他地区招募了数千名工人到运河区工作，尽力提供能让工人安全舒适地工作和生活的食宿条件，又重修和擴建巴拿馬鐵路，方便了日後把從凿山工程挖出、數以百萬噸計的土方运送到建造查格雷斯河大坝的工地。

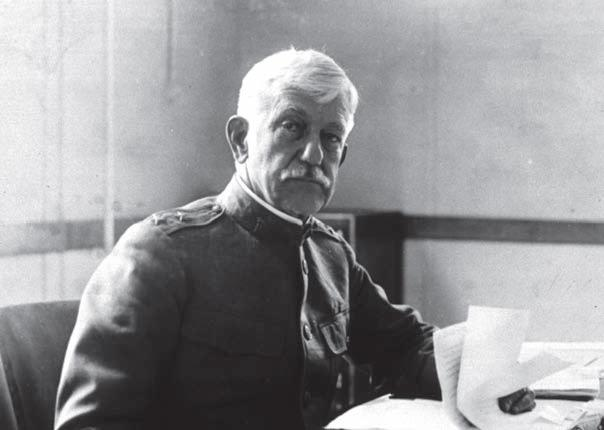
威廉·克劳福德·戈加斯

當時，古巴醫生胡安·卡洛斯·芬萊已經發現導致2萬多名法國工人喪生的黃熱病是由蚊子傳播。因此，1904年被任命为巴拿马运河工程首席卫生官员的陆军上校威廉·克劳福德·戈加斯醫生致力執行一系列“巴拿馬運河開鑿期間新衛生措施”，包括改善城市供水系统、採用烟熏法消毒建筑物、向蚊虫滋生区域喷洒油和杀虫剂、安装窗纱和净化污水等。尽管遭到了地峡运河委员会部分成员的反对，戈加斯坚持这些措施，史蒂文斯上任後亦全力支持这一项目。经过了两年的艰苦努力，戈加斯在1905年大致上消滅了黃熱病。尽管如此，仍有大约5600名工人在美国修建运河期间因疾病和意外事故死亡。

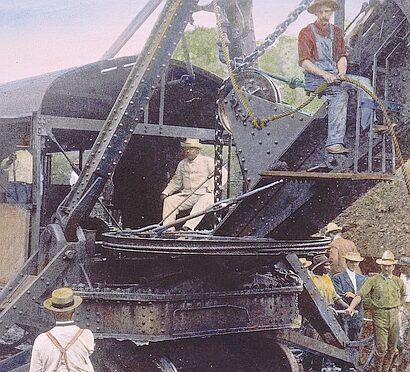
1906年，西奥多·罗斯福坐在库雷布拉山开凿工程的一台蒸汽挖掘机上

1905年，在運河設計仍未定案時，一个美国工程小組受託前往检視其情况，小組之後向罗斯福总统建议采用法国人曾经尝试过的、和海平面高度一致的设计方案。1906年，华盛顿傳召史蒂文斯回國並命令他采用这一方案，曾亲歷查格雷斯河洪水的史蒂文斯極力反对，他提出附建船闸的方案，建造当时世界上最大的水坝（嘎顿水坝）和面積最大、水位在海拔85呎（26米）的人工湖（嘎顿湖），並透過控制巨型闸门調節填满船闸的湖水，以升高和降低船隻，嘎顿湖将通过库雷布拉山开凿工程与太平洋相连。史蒂文斯最終成功说服總統采用这一方案。
附有船闸的方案需要挖掘近1.3亿立方米的土方。美国迅速替换及更新了法国遺留的陈旧工程设备，包括从马里昂电铲公司购买了约102台新型軌道式蒸汽挖掘机，以及运來巨大的蒸汽起重机、液压碎石机、水泥搅拌机、挖泥船和气动钻头，几乎所有这些设备都是在美国透過新的机械制造技术产生的。铁路亦需要彻底升级為双轨载重系统，以承载新的货运车辆。由於新生的嘎顿湖淹沒不少舊铁路沿線地區，因此需要在高於湖面水位的地方興建新的線路。

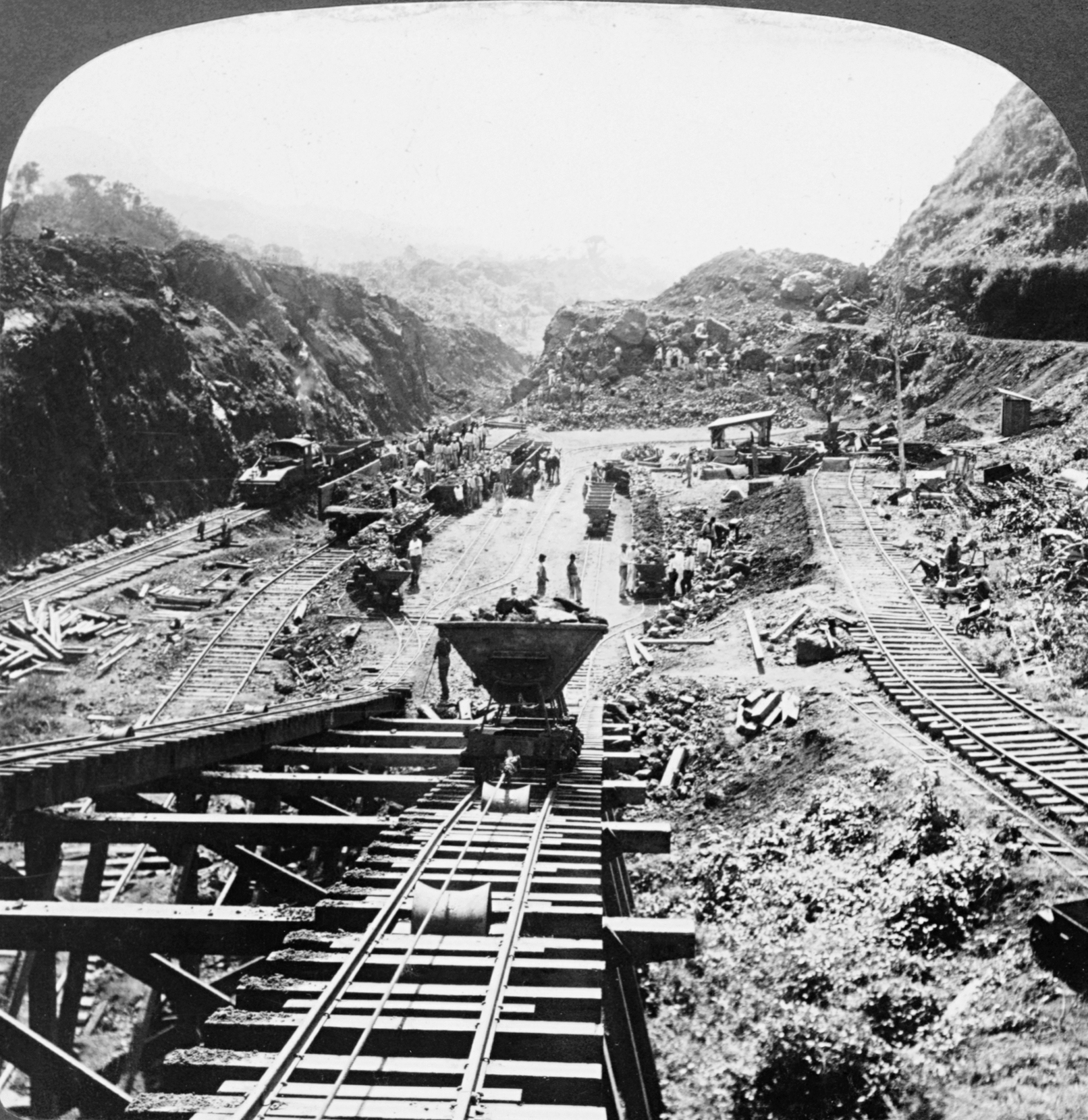
1907年，建设中的盖拉德渠

### 西印度群岛向巴拿马的劳动力迁移，1850-1914年
1838年英属西印度群岛的解放行動使超过50万奴隶获得了自由，彻底改变了这些岛屿的经济和社会结构。多数获得自由的人不想继续在种植园工作，导致蔗糖工业逐渐衰退。殖民地的白人上流阶层和混血中产阶层成功重建了社会等级制度，导致黑人仍然处于底层。获解放的黑人由於生活艱难，只得從事包括国外的任何工作，由此開啟了跨越加勒比海的人口流散。
1849年的加利福尼亚淘金热重新喚起了發展現代交通横越中美洲的興趣，並鼓勵大量获解放的黑人迁移他處。两条迁移路线逐渐发展起来，一条由范德比公司經營，以蒸汽船橫越尼加拉瓜湖並以马车來往驿站；另一条則是由紐約公司經營的巴拿马铁路。兩所企业聘用大量以牙买加人為主的外国劳动力，當中约5,000人最后在巴拿马铁路工作。兩項計劃证明了西印度群岛的黑人比其他工人更能抵抗热带传染病；而群岛地區的經濟衰退也釋放了更多黑人並提供了大量劳動力。
19世纪80年代，法国的运河工程和香蕉种植業的扩张，再度掀起加勒比海地區的人口迁徙。法国公司在巴拿马运河工程中雇佣了超过50,000名西印度群岛居民（多数仍为牙买加人）。香蕉种植同样刺激了当地19世纪80年代后的经济增長，扩张了商业种植园的规模並鼓勵了數以千計的人口迁徙。到20世纪初期，联合果品公司运营着包括哥斯达黎加的利蒙港，以及巴拿马的博卡斯德尔托罗等多个香蕉港口。
1904-1914年間，由於美国人建设巴拿马运河，出現了由西印度群岛向巴拿马的潮汐型人口迁移，至今仍是加勒比海地区史上最大規模的迁徙。根据官方数据，运河管理局带来了超过31,000名西印度群岛男人和一些女人，但现代的估计显示实際上有多達150,000到200,000名男女在这段时期迁移过来。大部分黑人原本没计划留在巴拿马，但由于西印度群岛几乎无法提供足以媲美前者的工资和福利的工作，使得数万人最终定居巴拿馬並结婚生子，成为了人口稀疏的巴拿马境內最大的移民群体，他們的后代今日被称为非裔巴拿马人。

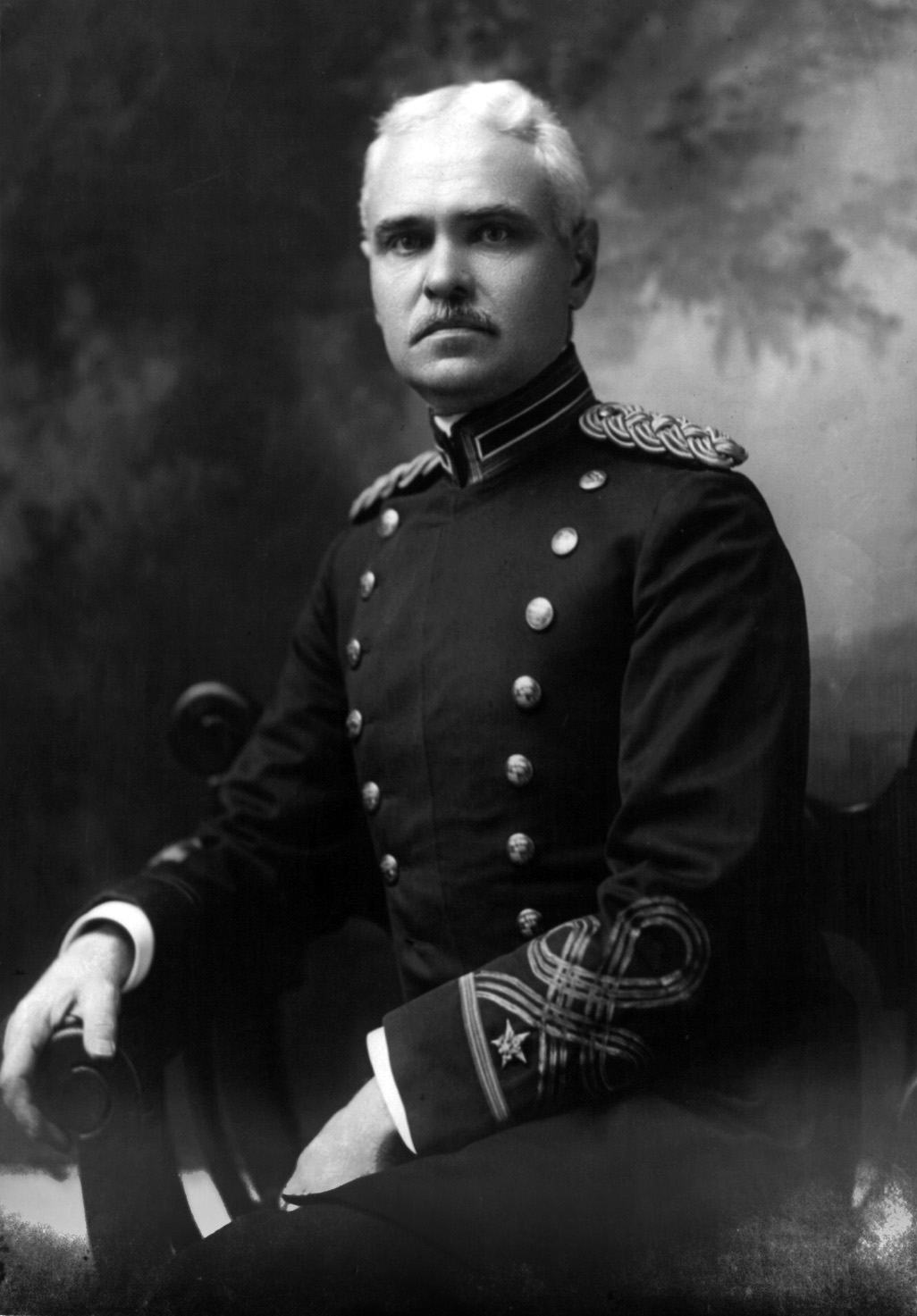
乔治·华盛顿·戈索尔斯

### 戈索尔斯与运河建成
1907年，史蒂文斯辞去总工程师一職，罗斯福总统任命美國陸軍工程兵團少校乔治·华盛顿·戈索尔斯接替他。戈索尔斯有別於前任，是一名强壮的西点军校畢業军官和土木工程师，並具建设运河的经验。戈索尔斯最终在1914年完成巴拿马运河工程，比預定日期（1916年6月10日）提早了兩年。
戈索尔斯将工程和挖掘工作划分为三段：大西洋段、中央段和太平洋段。大西洋段由陆军少校威廉·L·希尔伯特指挥，负责建造利蒙湾处的巨大防波堤、嘎顿船闸、5.6千米长的进港航道和巨大的嘎顿水坝；太平洋段由西尼·B·威廉姆森（工程高层中的唯一平民）指挥，负责建设巴拿马湾沿岸长4.8千米的防波堤，进港航道和船闸及其附属水坝和水库；中央段由陆军工程兵部队少校大卫·杜翰西·盖拉德指挥，负责最艱巨的工作之一：开凿库雷布拉山以连接嘎顿湖和太平洋的巴拿马湾船闸。
1913年10月10日，威尔逊总统在白宫通过电报信号引爆了摧毁甘博亚大堤的炸药，大水漫过库雷布拉山开凿的河道，将大西洋和太平洋连接在了一起。亚历山大峡谷号（一艘于1887年下水的浮式起重机）是第一艘通过运河跨越兩大洋的自驱动船只，它从大西洋一侧正在施工的河道进入运河，最终在1914年1月7日到达太平洋。SS克里斯托瓦尔号（一艘由马里兰钢铁厂建造的客货两用船，于1902年以SS特里蒙特号的名字下水）于1914年8月3日成为第一艘完整通过运河的轮船。
在瓦斯科·努涅斯·德·巴尔沃亚首次穿越巴拿马地峡的401年之后，巴拿马运河的建设工程于1914年完成。美国在建设工程上花费了大约5亿美元（折合現在約91.7亿美元），是迄今为止美洲最大的工程项目。运河于1914年8月15日正式开通，之后首艘通过的船隻是货船SS安孔号。
由于巴拿马运河的开通改变了海上贸易路线，导致了智利港口吞吐量的显著下降。

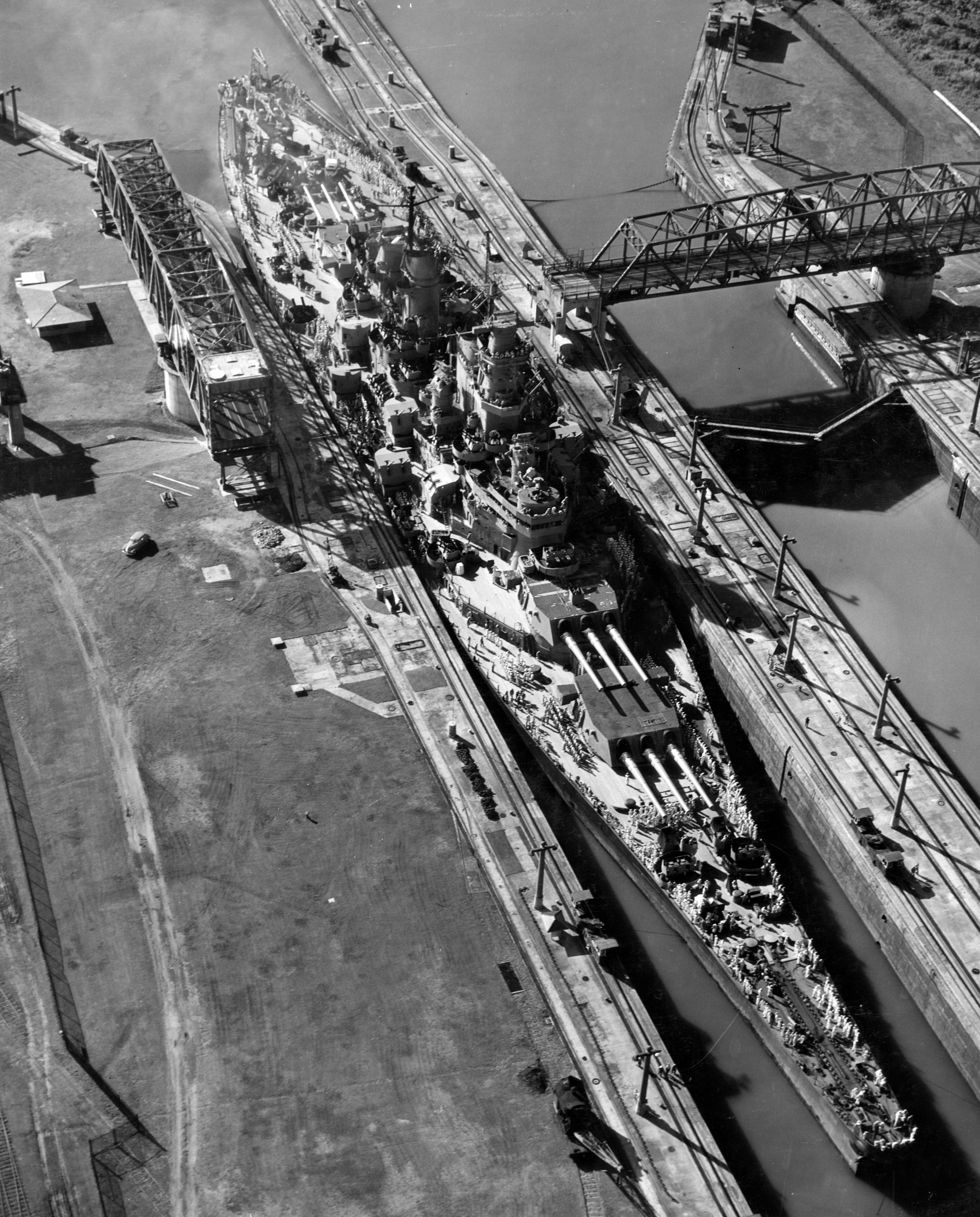
1945年，美国海军密苏里号战列舰通过巴拿马运河

|  |  |  |

### 后期发展
到了20世纪30年代前期，人们发现运河面臨著供水问题，於是開始建造马登水坝，以攔截嘎頓湖上游的查格雷斯河。马登水坝于1935年完工，同时造就了马登湖（之后被称为阿拉胡埃拉湖），为运河提供了更大的储水空间。1939年，美國著手建造新的船闸，以承载当时正在建造和计划建造的更大型军舰。这项工程持续了几年时间，同时还開始挖掘新的进港航道，但整項計劃在第二次世界大战結束后被取消。
在第二次世界大戰期間，美國利用運河將航空母艦送去補充幾乎全毀的太平洋艦隊。航空母艦雖然能夠通過運河，但有时需要先拆除航標，騰出航道。

### 移交運河主權予巴拿馬
第二次世界大战后，美国对于巴拿馬河道及運河區的控制开始引发争议；美国和巴拿马的关系也开始变得更紧张。很多巴拿马人认为运河区理应属于巴拿马；當地爆發学生抗议活动的同時，美国亦在运河区加設圍欄並增兵佈防。1956年，美國在苏伊士危机中透過經濟及外交手段，迫使英法把苏伊士運河拱手讓與埃及纳赛尔政府後，要求美国向巴拿马移交运河控制权的呼聲更形高漲。动荡的局势在1964年1月9日达到顶点，在当天的暴动中，有大约20名巴拿马人和3至5名美军士兵死亡，這一日被巴拿馬奉為「烈士節」。
10年后的1974年，美巴双方展開谈判；最終在1977年9月7日，美国总统吉米·卡特和巴拿马实际上的领导人奥马尔·托里霍斯在《巴拿马运河条约》上签字。条约规定，巴拿马运河由两国官员组成的运河管理委员会管理，运河区的司法和移民机构、海关、邮局等逐步交由巴拿马管辖和经营；条约期满后，由巴拿马承担运河的管理和防务。這一條約遭到美國許多人的反對。1979年美國将巴拿马運河區主權交還巴拿馬，但仍然控制運河。
1989年，独揽大权的巴拿馬軍事獨裁者曼紐爾·諾列加威脅，如果美國不完全批准《巴拿马运河条约》，他就會破壞運河。1989年12月20日，時任美國總統老布什以保護運河、維護人權及推翻独裁者的名義出兵巴拿馬，拘捕諾列加。此舉引起不少拉丁美洲國家的反對，懷疑美國想借機推翻條約而不歸還運河。1995年，在巴拿馬簽訂條約保證運河永久中立化後，美国如期於1999年12月31日中午将巴拿马运河正式移交巴拿马政府，並由巴拿马运河管理局接掌运河，如今运河仍是巴拿马最主要的税收来源之一。
在运河主权移交前夕，巴拿马政府发布了运河两端集装箱码头的25年运营权招标，合同与巴拿马运河管理局无关。最终李嘉诚的和记黄埔得標，並在1997年起開始營運。
移交運河時，美國同時移走部署於巴拿馬的美國南方軍總司令部，原本負有監看哥倫比亞毒梟任務的美國南方軍總司令部，也將任務移交其他軍事基地負責。
特朗普第二任期開始時，美國方面認為巴拿馬運河受到中國染指，表示要奪回巴拿馬運河。長江和記實業曾一度計劃出售巴拿馬運河港口經營權，但遭到中國方面的阻撓。2025年4月9日，巴拿馬和美國簽署備忘錄，巴拿馬方面允許美国军队部署在巴拿马运河周围。

## 运河状况

### 基本结构

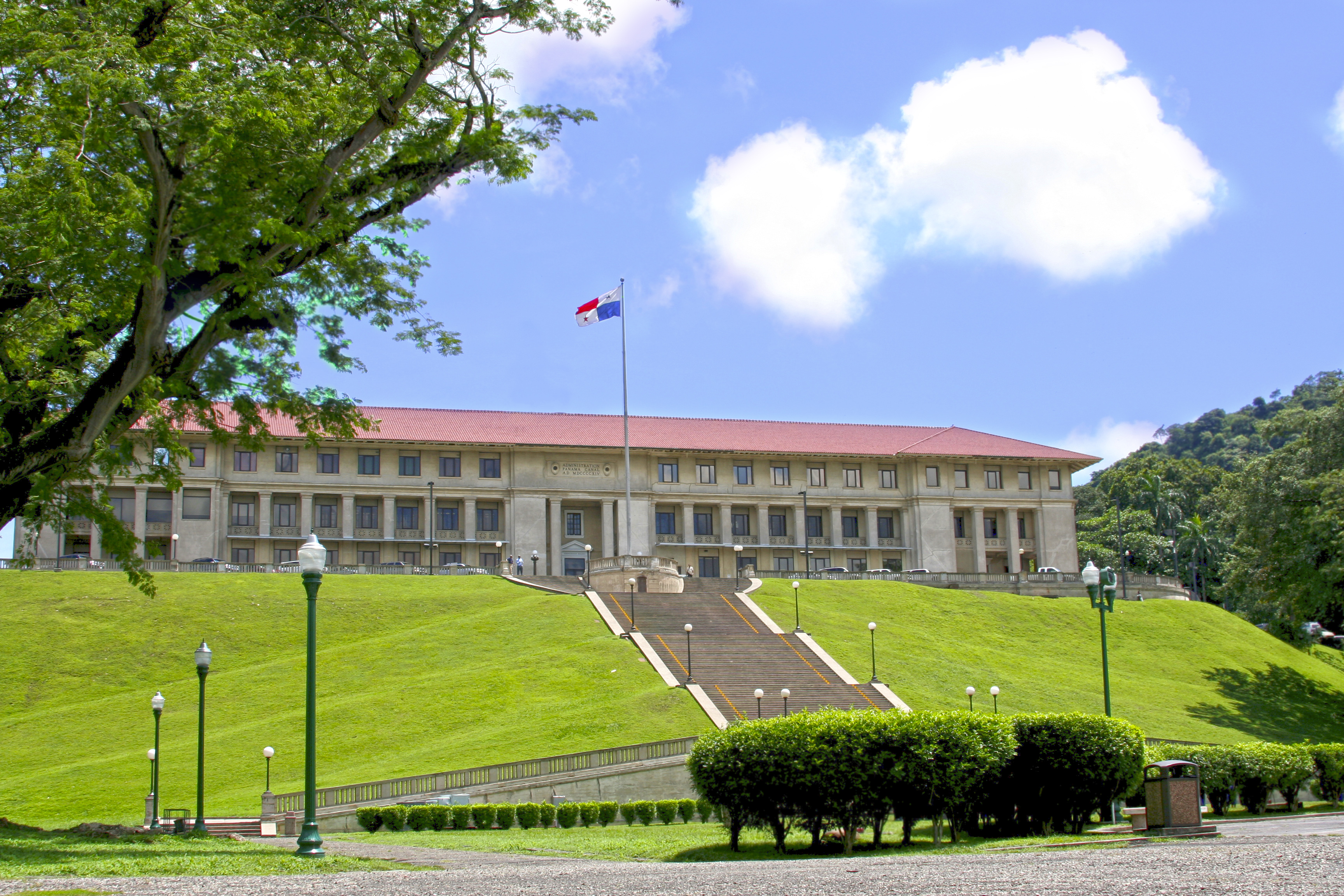
行政樓

巴拿马运河在西北端连接大西洋而在东南端连接太平洋，这与两大洋的相对位置恰好相反，这是因为巴拿马地峡在运河穿越的位置的形状不规则导致的。
运河中包括几个人工湖、几条人工修建或改建的水道和三座船闸。其中阿拉胡埃拉湖被用作运河水库。运河从大西洋一侧至太平洋一侧的结构如下：
- 从大西洋入口处的标记线进入运河，船只将进入利蒙湾（巴伊亚湾），这是一个较大的自然海湾，入口长8.7公里。它带来了一个深水港克里斯托弗，促进了附近的科隆自由贸易区的发展。
- 接下来，一条长约3.2公里（2.0英里）的水道通向大西洋一侧的船闸。
- 加通船闸将船只抬升进入海拔26.5米的加通湖，它包括三层闸门，长1.9千米（1.2英里）。
- 加通湖是由于加通水坝的修建而形成的人工湖，船只将在其中航行24.5公里（15英里）。这里是运河海拔的最高处，湖水由加通河注入，从船闸处流出。
- 查格雷斯河从加通湖流出，长约8.5公里（5.3英里）。
- 库雷布拉峡谷长约12.6公里（7.8英里），穿过美洲大陆分水岭，并从世纪大桥下经过。
- 单层结构的佩德罗米格尔船闸长约1.4公里（0.87英里），从这里开始，运河海拔从9.5米处开始下降。
- 人工湖米拉弗洛雷斯湖长约1.7公里（1.1英里），海拔约为16.5米。
- 两层结构的观花船闸长约1.7公里（1.1英里）。
- 接下来船只将来到巴尔博亚港，将可以通过多种方式转运货物（铁路与航线交汇），巴拿马城也在附近。
- 巴尔博亚港外是运河于太平洋一侧的出入口和巴拿马湾，美洲大桥从上方经过。

综上所述，运河全长77.1公里（48英里）。

### 导航信息

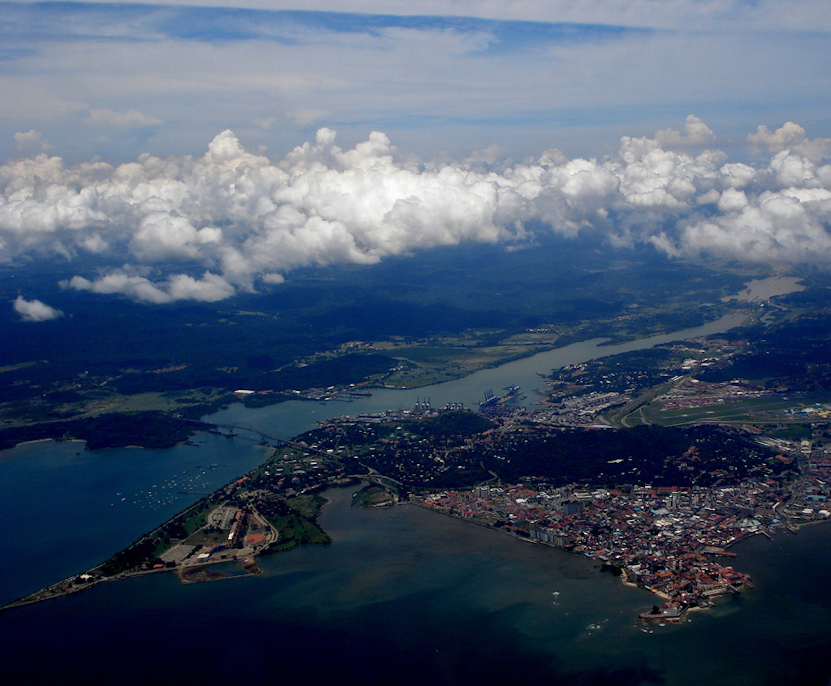
运河太平洋一侧出入口

| 节点               | 坐标 （链接指向地图和相关图片）             | 备注         |
| ------------------ | ------------------------------------------- | ------------ |
| 大西洋一侧出入口   | 9°23′15″N 79°55′07″W / 9.38743°N 79.91863°W |              |
| 加通船闸           | 9°16′20″N 79°55′22″W / 9.27215°N 79.92266°W |              |
| Trinidad Turn      | 9°12′36″N 79°55′27″W / 9.20996°N 79.92408°W | In "The Cut" |
| Bohío Turn         | 9°10′42″N 79°52′00″W / 9.17831°N 79.86667°W | In "The Cut" |
| Orchid Turn        | 9°11′03″N 79°50′42″W / 9.18406°N 79.84513°W | In "The Cut" |
| Frijoles Turn      | 9°09′33″N 79°48′49″W / 9.15904°N 79.81362°W | In "The Cut" |
| Barbacoa Turn      | 9°07′14″N 79°48′14″W / 9.12053°N 79.80395°W | In "The Cut" |
| Mamei Turn         | 9°06′42″N 79°46′07″W / 9.11161°N 79.76856°W | In "The Cut" |
| Gamboa Reach       | 9°07′04″N 79°43′21″W / 9.11774°N 79.72257°W |              |
| Bas Obispo Reach   | 9°05′46″N 79°41′04″W / 9.09621°N 79.68446°W |              |
| Las Cascadas Reach | 9°04′36″N 79°40′30″W / 9.07675°N 79.67492°W |              |
| Empire Reach       | 9°03′40″N 79°39′47″W / 9.06104°N 79.66309°W |              |
| Culebra Reach      | 9°02′51″N 79°39′01″W / 9.04745°N 79.65017°W |              |
| Cucaracha Reach    | 9°02′01″N 79°38′14″W / 9.03371°N 79.63736°W |              |
| Paraiso Reach      | 9°01′33″N 79°37′30″W / 9.02573°N 79.62492°W |              |
| 佩德罗米格尔船闸   | 9°01′01″N 79°36′46″W / 9.01698°N 79.61281°W |              |
| 观花湖             | 9°00′27″N 79°36′09″W / 9.00741°N 79.60254°W |              |
| 观花船闸           | 8°59′48″N 79°35′31″W / 8.99679°N 79.59182°W |              |
| Balboa Reach       | 8°58′22″N 79°34′40″W / 8.97281°N 79.57771°W |              |
| 太平洋一侧出入口   | 8°53′18″N 79°31′17″W / 8.88846°N 79.52145°W |              |

### 加通湖
加通湖于1913年因筑坝拦截查格雷斯河而形成，是巴拿马运河上的关键节点，为船只通过船闸提供了数以百万计加仑的水。在它形成的时候，加通湖是全世界最大的人工湖。湖泊周围无法通行的雨林是运河最好的屏障。如今这片区域保持着其原始的状态，是为数不多的可以观察到许多种中美洲原产动植物和它们的原始生存状态的地区。
加通湖上最大的岛屿是科罗拉多岛，它是在湖泊形成时为了科学观测而建造的，由史密森尼学会管理。这里诞生了许多关于热带物种的科学和生物学发现。加通湖占地面积约为470平方公里（180平方英里），是大西洋森林走廊的一部分。这里的生态旅行已经成为了巴拿马的一项重要产业。
加通湖同样为巴拿马城和科隆提供饮用水。钓鱼是加通湖上的一项主要娱乐活动。外来的孔雀鲈在1967年前后被一名当地商人在无意中引进到加通湖中，之后在此大量繁殖，成为了湖中最主要的垂钓用鱼。孔雀鲈在当地被称为Sargento，原产于亚马逊雨林，尼格罗河和奥里诺科河盆地。

### 舊巴拿馬級最大規格

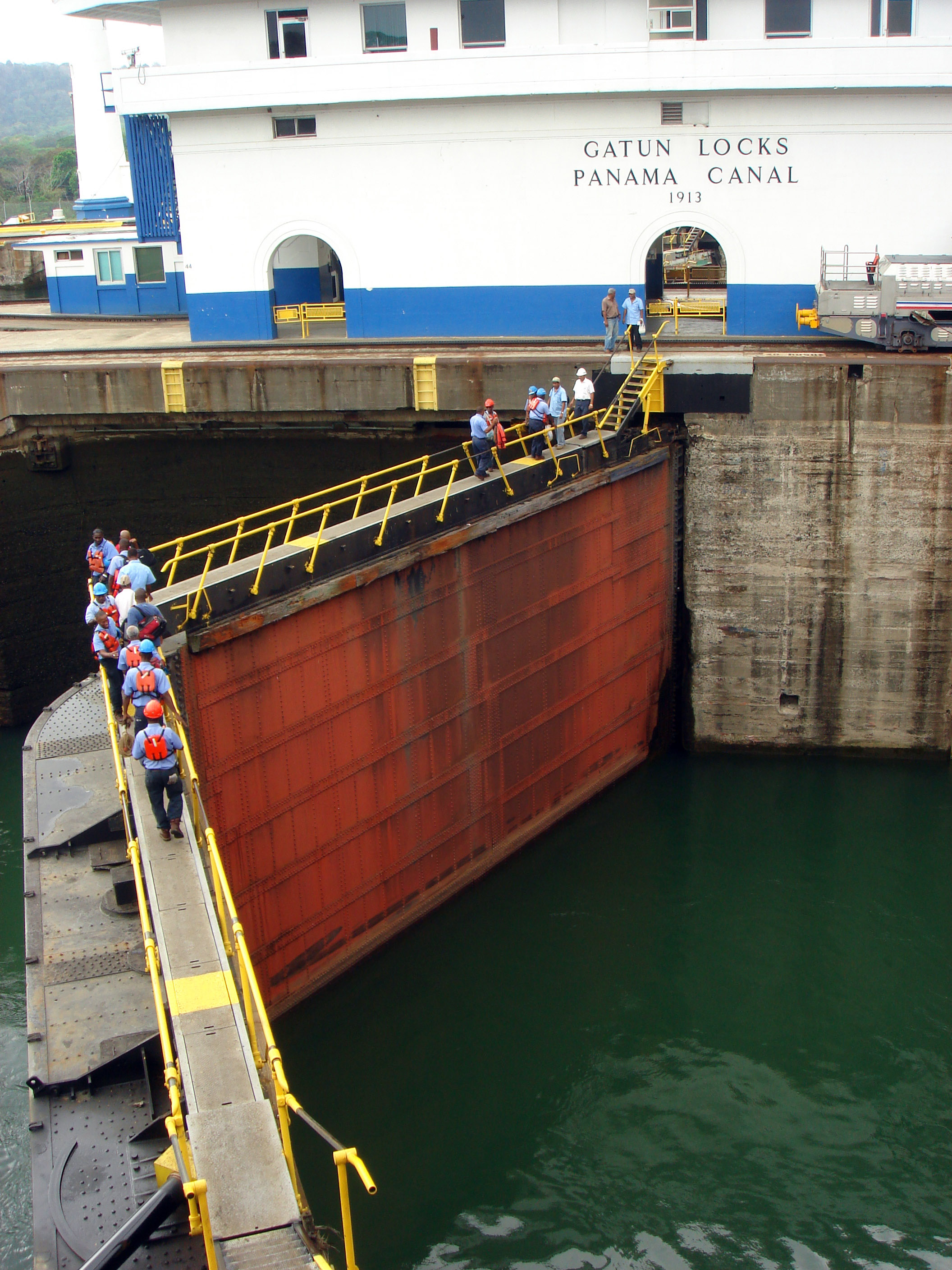
加通船闸斜接闸门

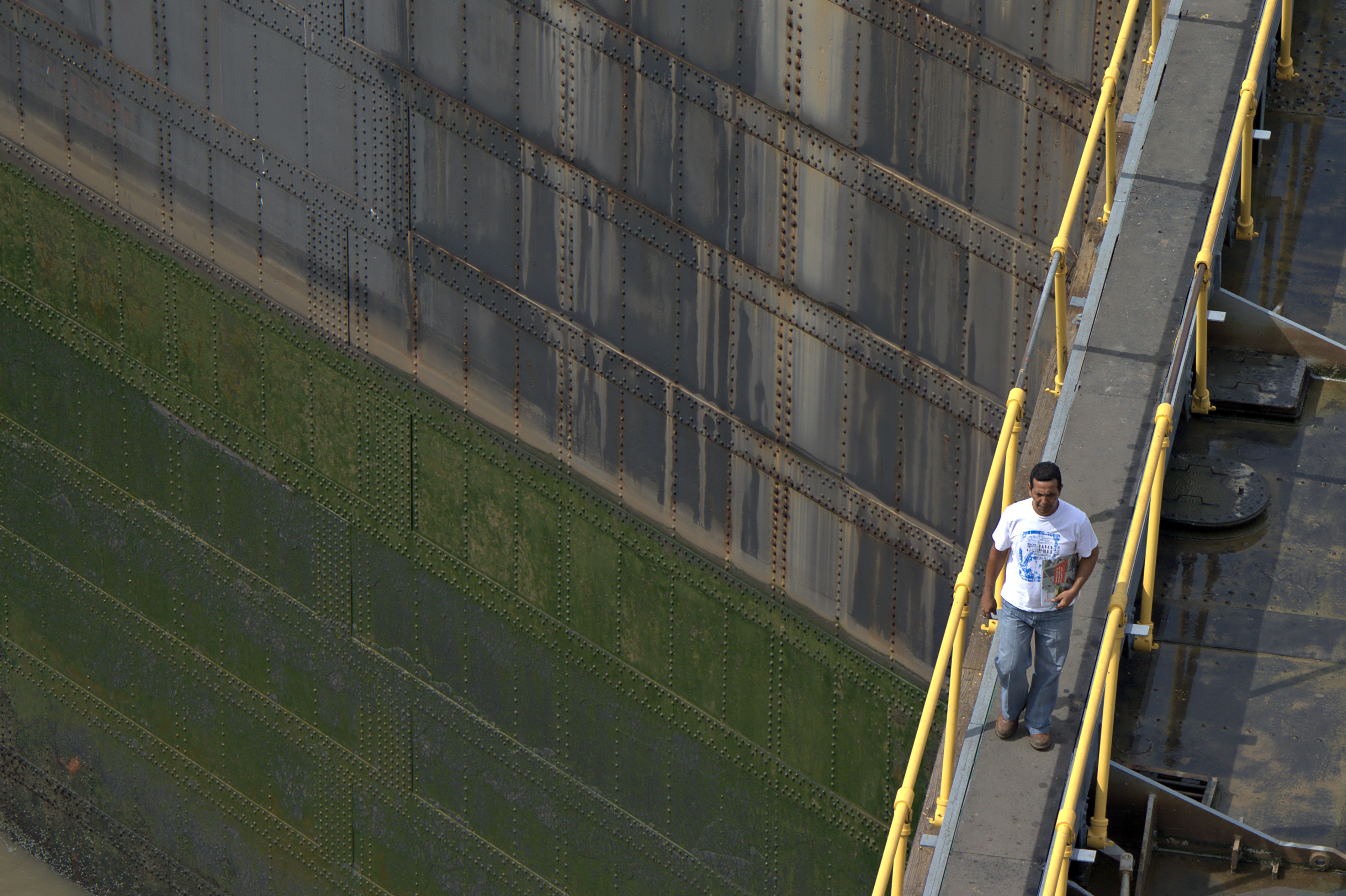
观花船闸闸门

船闸的大小决定了能够通过的船只的最大尺寸。由于巴拿马运河对国际贸易的重要性，许多船只被特意建造成巴拿马运河允许的最大尺寸。这被称为巴拿马级最大规格。具体是：

#### 長度
- 總長（包括突起部）：950英尺（289.56米）

例外：
- 集裝箱船和客船：965英尺（294.13米）
- 拖船駁船組合，硬性連接：總長900英尺（274.32米）
- 其他非自推進的船隻-拖船的組合：總長850英尺（259.08米）

#### 寬度（船幅）
- 船殼板的外表面寬度：106英尺（32.31米）
- 一般例外：當在熱帶淡水中吃水小於37英尺（11.3米）時，107英尺（32.61米）。

#### 深度（吃水）
- 在熱帶淡水中：39.5英尺（12.04米）
- 運河管理局用嘎顿湖的淡水作為參考。水的鹽度和溫度影響它的密度，從而影響船舶的吃水深度。在異常乾燥的季節，加通湖的水位低的時候，允許的最大吃水可能會減少。

#### 高限
- 從水線到船的最高點：190英尺（57.91米）
- 該限制也適用于運河南口的巴爾博亞港。例外：在巴爾博亞低水位通過時，205英尺（62.5米）也可通過。

通常所有的例外情況都必須經特別申請和調查才批准，並且受到限制。

#### 載重
- 巴拿馬級的貨輪通常可以載重65,000-80,000噸，但由於運河的吃水限度，其最大載貨量將限制在約52,500噸，其餘貨物將轉運。[42]

有史以來最長的通過巴拿馬運河的船舶，是聖胡安勘探者號（the San Juan Prospector，現名Marcona Prospector）礦石散裝油船，長973英尺（296.57米），寬106英尺（32.31米）；最寬的是兩艘北卡羅萊納州級戰艦“北卡羅萊納”號（BB-55）和“華盛頓”號（BB-56），寬108英尺（32.92米）。

### 超巴拿馬極限型
超巴拿馬極限型船，或稱巴拿馬極限型船，指大於巴拿馬運河舊船閘的容納極限，不能通行運河的船，例子有：
- 超大型油輪和規模最大的現代化貨櫃船，如建造於20世紀60年代的日本油輪“出光丸”號（載重約15萬噸）。
- 美國海軍的核動力航母：尼米茲級航母長1,092英尺（332.84米），船幅寬134英尺（40.84米），而飛行甲板有252英尺（76.81米）寬。

### 擴建

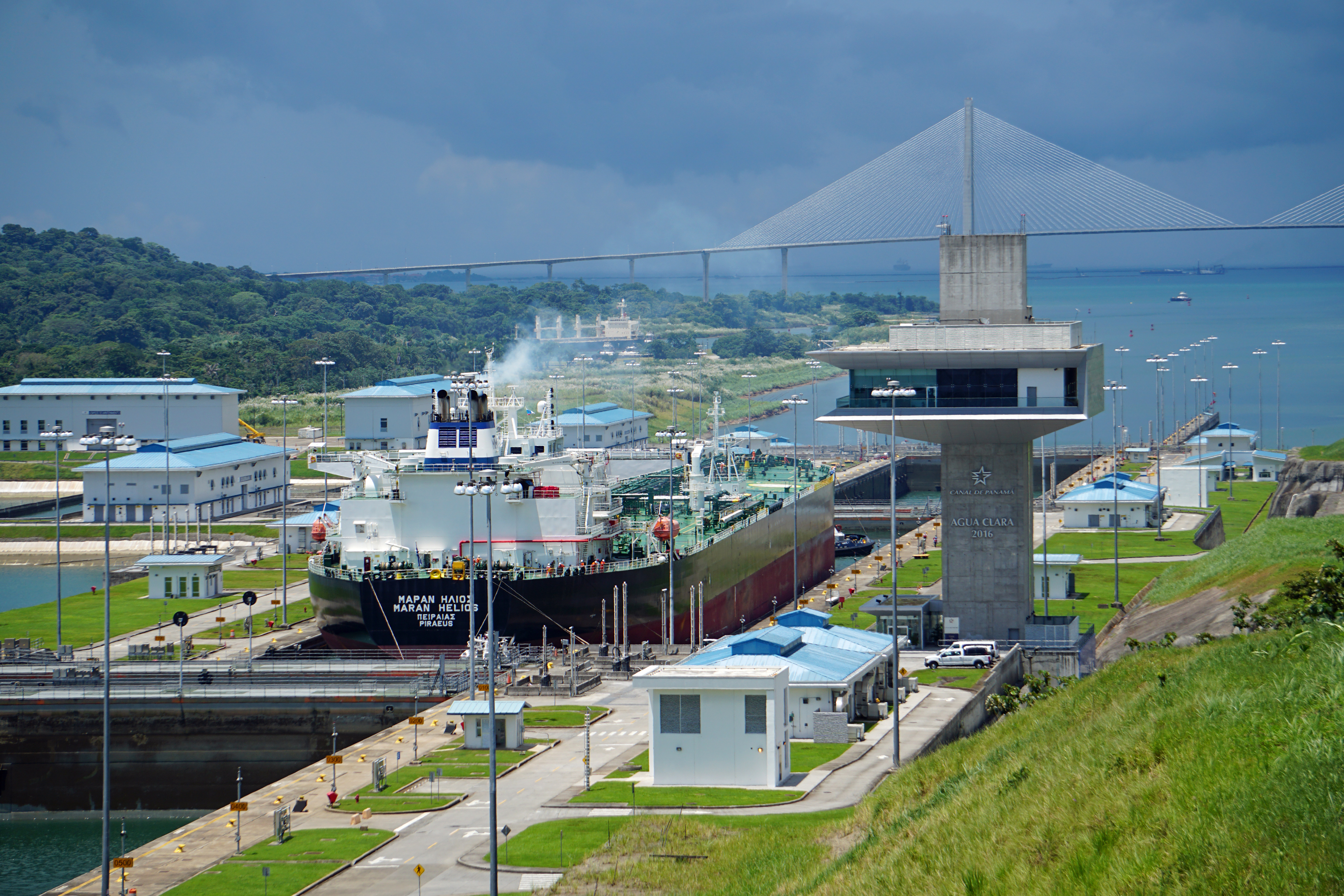
新巴拿馬型货轮通过扩建的阿瓜克拉拉船闸，远处为大西洋大桥 (巴拿马)

2006年10月22日，巴拿馬就巴拿馬運河擴建舉行全民公投，超過78%的投票者支持擴建而通過計劃。工程在運河的兩端各修建一個三級提升的船閘和配套設施，船閘的寬度擴大到55米、長度達427米。
2007年巴拿馬政府開挖新航道，在大西洋侧新建阿瓜克拉拉船闸，在太平洋侧新建可可立船闸。因為新運河比起舊運河（又稱觀花水閘）要寬，因此才稱為擴寬工程，但其實是另開新水道而非直接擴寬舊河。
2016年6月26日，历时十年扩建的巴拿马运河启用。中遠海運“巴拿马”号成为通过巴拿马运河的第一艘货轮。

### 通行费用
运河的通行费用由巴拿马运河管理局设定，取决于船只的种类、大小和搭载货物的类型。
对于集装箱船，通行费用取决于船只装载20呎标准集装箱的能力。根据2016年4月1日生效的规定，通行费用从每箱74美元到90美元不等（取决于船只搭载集装箱的数量）。一艘巴拿马极限型船只可以搭载4400个20呎标准集装箱。
排水量超过30, 000吨的客轮，根据旅客铺位数缴纳通行费用。从2016年4月1日后，每个铺位需缴纳的费用为111美元（未使用的铺位）或138美元（使用中的铺位）。从2007年开始，这项费用使得这类船只需缴纳的总费用大大提高。排水量小于30, 000吨或人均排水量小于33吨的船只按照货轮标准收费。由于几乎所有的主要游轮人均排水量都超过了33吨，这一标准常被放宽至人均排水量40吨。
大部分其他种类的船只按照标准排水量缴纳费用，其中“一吨”排水量是按照100立方英尺（2.83立方米）计算的（实际上，商业船只的标准排水量计算方法很复杂）。在2016财年，这一费用为：
- 对于最初的10, 000吨，每吨费用为5.25美元。
- 之后的10, 000吨，每吨5.14美元。
- 其余为每吨5.06美元。
- 运河向货船压舱物征收相对较低的费用，三项分别为4.19美元，4.12美元和4.05美元。

2016年4月1日起，巴拿马运河开始执行一套更为复杂的收费系统。小型船只（长度低于125英尺）在满足搭载乘客或货物时排水量不超过583标准排水量净吨，或搭载压舱物时不超过735标准排水量净吨，或满载时不超过1048满载排水吨，将依照其船只全长征收最小通行费用，收费标准如下（自2015年4月29日启用）：
| 船只全长                                                      | 费用（美元）              |
| ------------------------------------------------------------- | ------------------------- |
| 不超过15.240米（50英尺）                                      | 800                       |
| 15.240米（50英尺）至24.384米（80英尺）                        | 1,300                     |
| 24.384米（80英尺）至30.480米（100英尺）                       | 2,000                     |
| 超过30.480米（100英尺）                                       | 3,200                     |
| INTRA MARITIME CLUSTER - 当地旅游业船只超过24.384米（80英尺） | 2,000 + 72/20呎标准集装箱 |

洛杉矶的摩根·亚当斯是第一个为美国政府缴纳巴拿马运河通行费用的人。他的游船Lasata于1914年8月14日通过巴拿马运河。这趟旅行全长6, 000多英里，从杰克逊维尔经过佛罗里达到达洛杉矶。
迄今为止最高的船只通行费用出现在2010年4月14日的挪威明珠号上，这艘船支付了375,600美元的费用。平均通行费用为大约54, 000美元。
此外，即使游泳過去也要收費，這成為巴拿馬的軼聞，並創下迄今为止最低的通行费用36美分，由美国人理查德·哈里伯敦于1928年游泳通过巴拿马运河时缴纳。在华纳兄弟的卡通片8 Ball Bunny中，兔八哥试图把一只企鹅带到南极的“家”，在利用自制的独木舟通过巴拿马运河时，兔八哥抱怨道“过这个玩意要我25美分？那我们还是偷偷混过去吧！”

## 目前問題
自巴拿马运河開通以來，其營運状况相當成功。尽管在这一百多年里，世界航運情况和船舶的大小都有了很大的變化，巴拿馬運河仍是世界貿易中重要的一環。不過，運河仍存在一些需要解决的問題。

### 运行效率和维护
1977年巴拿马运河条约的反对者担心运河的运行效率和维护状况会随着美国的离开而受到影响，然而，事实并非如此。巴拿马当局借鉴了美国管理的经验并利用了其留下的遗产，让运河的运营状况有了进一步的改善。运河水路通行时间（CWT）指的是一艘船只航行通过运河需要花费的时间（包括等待时间），是衡量运河效率的重要指标。从2000年以来，这一时间为20至30小时不等。过去的十年中运河事故率也没有发生显著变化，在每年约14,000船次通行的情况下约有10至30宗事故发生。
从亚洲进口的货物量越来越多，这些货物原本会在美国西海岸的港口卸货，现在它们将通过运河抵达东海岸。远洋航行船只数量从2003年的11,725艘上升到2007年的13,233艘，又回落到2009年的12,855艘。同期，船只的平均尺寸稳步上升，巴拿马极限型船只的数量也不断增长，因此，通行船只总吨位从1999财年的2.279亿标准排水量吨上升到2007年创纪录的3.129亿排水量吨，又回落到2009年的2.991亿标准排水量吨。2013年至2015年，每年通行船只数量分别为13,660，13,481 和13,874艘，总吨位分别为3.206、3.268和3.408亿标准排水量吨。巴拿马运河管理局总共投入了近10亿美元用于拓宽和改造运河，旨在将运河的承载量提高20%

### 承載量
运河的承載量比原先規劃時估計的還要多。在1934年時預估巴拿马运河每年的承載量是八千萬噸，但在2009年時年承載量已增至近三億噸。

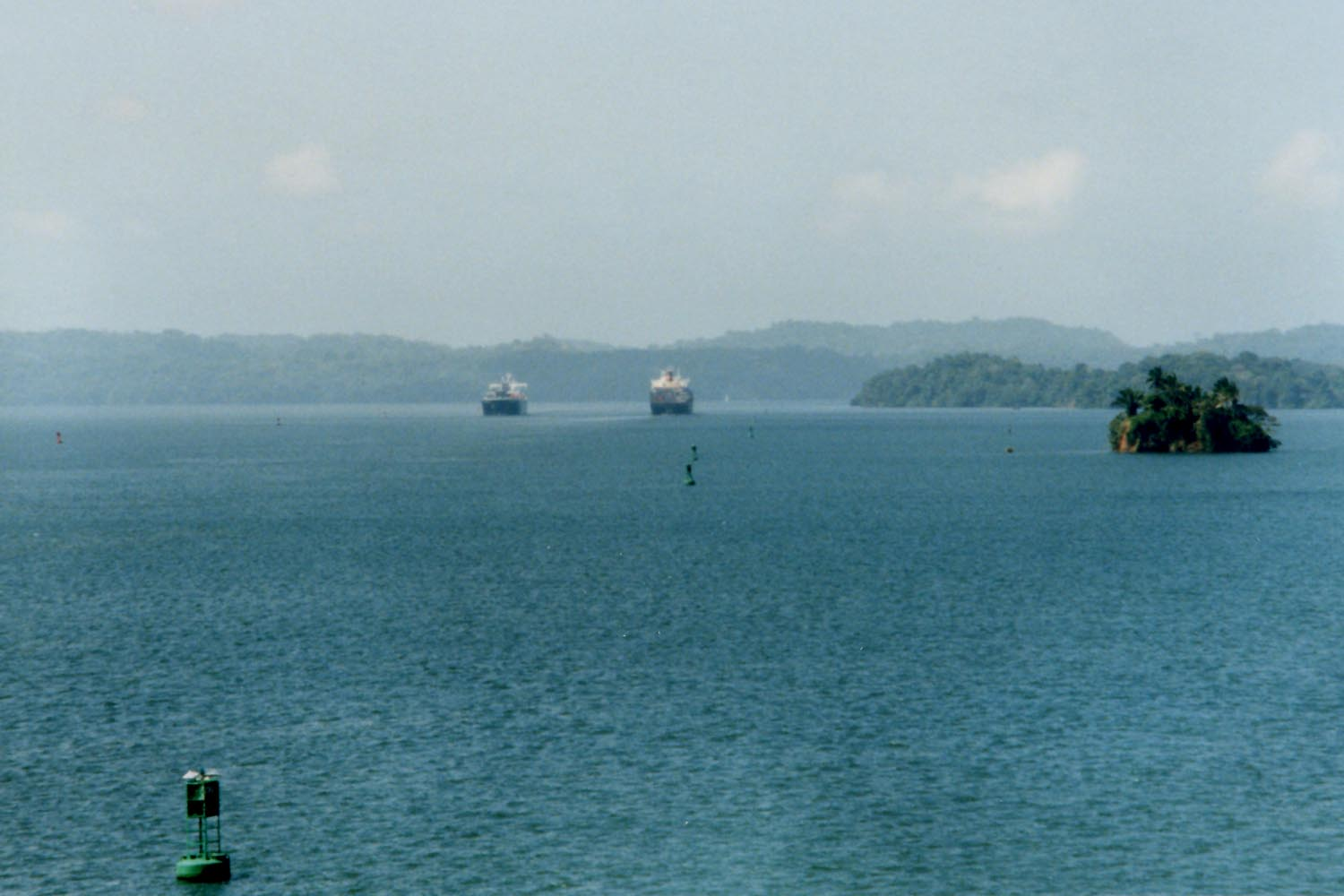
用來提高和降低運河中船只的水，由加通湖在重力作用下流到每一個閘室

為了提高承載量，管理方針對現有的運河提出多項改善措施，以期將現有的閘門系統性能發揮到極致：
- 增強閘門的照明系統；
- 將盖拉德沟由192米擴寬到218米；
- 改善拖轮船队；
- 在加通水闸加裝旋轉閘門系統；
- 開發性能較佳的船舶排程系統；
- 將加通湖的航道有效載荷由10.4米加深到11.3米；
- 修改所有的閘門，可以加寬30公分；
- 加深太平洋及大西洋處的入口；
- 在加通湖建立一個新的溢洪道。

上述的改善工程將使運河承載量由2008年的2.9億PCUMS提高到2012年的3.4億PCUMS。

### 競爭
雖然巴拿馬運河長期處於優勢的地位，但也面對越來越多的競爭者。由於運河通行費上昇，船舶也越來越大，有些評論者認為蘇伊士運河已成為船運由亞洲到美國東岸的可行替代方案。
2013年6月15日，尼加拉瓜允許中資的HKND集團開發尼加拉瓜運河，並給予五十年的特許經營權，唯該運河項目被指為騙局，只開了一條10公里小路。
由於北冰洋的融冰速度加快，有專家猜測西北水道或北极大桥航线最終可能容許商業通航。相比取道巴拿马运河，通過此水道來回歐亞可以減少9,300公里的路程，因此可能分散部分巴拿马运河的承載量。不過此航線仍面對尚未解決的領海糾紛，而航道上的浮冰亦顯然造成問題。

### 枯水期
2023年，受到干旱枯水影響，巴拿马运河通行能力急剧下降。2023年年初，巴拿马运河管理局限制通行船只的最大吃水深度及其数量上限。巴拿马运河每天船只通行不超过32艘（此前平均每天35-36艘），船只吃水深度不超过13.41米，这一限制持续到2024年9月。

## 备注
1. ↑  加通湖是一座人工淡水湖，由筑坝拦截查格雷斯河和阿拉胡埃拉湖（英语：Lake Alajuela）而形成，以减少运河的挖掘工程量。
2. ↑  另外六个工程奇迹分别为加拿大国家电视塔、英吉利海峡隧道、帝国大厦、金门大桥、伊泰普水电站和三角洲工程。

## 外部連結
- 巴拿馬運河管理局
- 巴拿馬運河管理局的Facebook專頁
- 巴拿馬運河管理局的X（前Twitter）
- Google Maps衛星地圖 （页面存档备份，存于）
- 巴拿马运河直播网路摄影 （页面存档备份，存于）
- Making the Dirt Fly, Building the Panama Canal （页面存档备份，存于） 史密森学会图书馆
- 运河博物馆 （页面存档备份，存于）——巴拿马运河的历史、相关文献和图片资料
- 巴拿马运河建设过程中的立体影像 （页面存档备份，存于） 加州大学
- A.B. Nichols Panama Canal Collection at the Linda Hall Library （页面存档备份，存于） Archival collection of maps, blueprints, photographs, letters, and other documents, collected by Aurin B. Nichols Archive.today的存檔，存档日期2013-01-13, an engineer who worked on the canal project through from 1899 until its completion.

9°04′48″N 79°40′48″W / 9.08000°N 79.68000°W